# Helcogramma maldivensis
Helcogramma maldivensis är en fiskart som beskrevs av Ronald Fricke och Randall 1992. Helcogramma maldivensis ingår i släktet Helcogramma och familjen Tripterygiidae. Inga underarter finns listade i Catalogue of Life.
Denna fisk är endast känd från en atoll som ingår i Maldiverna. Den dyker till ett djup av 5 meter. Lagunen i öns centrum har en yta av cirka 600 km² och grunden är sandig.
Beståndet hotas i viss mån av vattenföroreningar genom turism. Populationens storlek är inte känd. IUCN listar arten med kunskapsbrist (DD).